# Сухарев, Вениамин Платонович
Вениами́н Плато́нович Су́харев (9 мая 1938 года, Кунгур, Свердловская область, РСФСР — 28 апреля 2010 года, Пермь, Пермский край, Российская Федерация) — советский и российский организатор нефтеперерабатывающей промышленности, генеральный директор ООО «Лукойл-Пермнефтеоргсинтез» (1987—2003).

## Биография
В 1968 году окончил Пермский политехнический институт по специальности «Химическая технология переработки нефти и газа».
Трудовую биографию начал в 1956 году учеником заточника на Кунгурском машиностроительном заводе.
В 1962 году поступил на Пермский нефтеперерабатывающий завод (сейчас — ООО «Лукойл-Пермнефтеоргсинтез»). Прошел путь от помощника оператора до генерального директора предприятия (1987—2003).
С 2003 года — представитель президента ОАО «Лукойл» в Пермском крае, Кировской, Свердловской областях, Республике Удмуртия.
Автор 20 изобретений и 12 рационализаторских предложений.
В 1990—1993 годах — Народный депутат, член Верховного Совета России. Полномочия были прекращены X Съездом народных депутатов 24 сентября 1993 года.

## Награды и звания
Награждён орденами Почета и Святого благоверного князя Даниила Московского, лауреат премии Совета Министров СССР. Удостоен званий «Отличник Миннефтехимпрома СССР», «Заслуженный работник нефтяной и газовой промышленности Российской Федерации», «Заслуженный работник Минтопэнерго России», "Заслуженный работник ОАО «Лукойл».
В 2002 году ему присвоено звание «Почетный гражданин Перми», в 2003 году он стал Почетным гражданином Пермской области.

## Память
Именем Сухарева В. П. назван спортивный комплекс в Индустриальном районе Перми - ЦСП Пермского края, СК им. Сухарева.

Так же именем В. П. Сухарева названо одно из уникальных нефтегазовых месторождений Пермского края, находящееся в акватории р. Кама в Усольском районе.

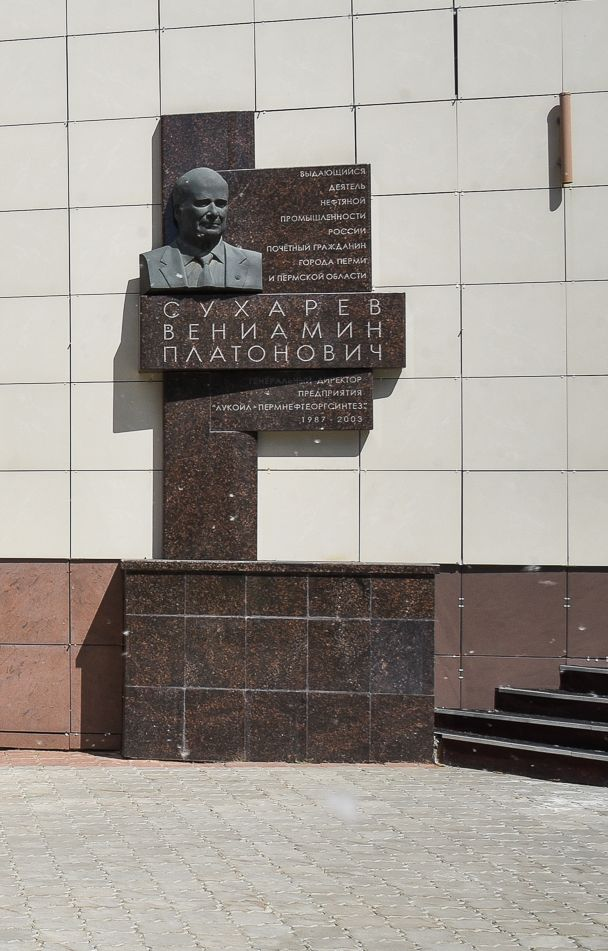